# Nyssodrysternum conspicuum
Nyssodrysternum conspicuum là một loài bọ cánh cứng trong họ Cerambycidae.